# XXX – Music City/Open Air
Arakain & Lucie Bílá - XXX Music City / Open Air je DVD skupiny Arakain natočené při přípravách na jarní turné ke 30 letům kapely. Na DVD se prolínají záběry ze společných zkoušek s Lucií Bílou v sále pražského hudebního obchodu Music City se záběry z letních festivalů. DVD obsahuje také bonusový materiál - rozhovory s muzikanty a přáteli kapely.

## Seznam skladeb
| Pořadí | Název                 | Délka |
| ------ | --------------------- | ----- |
| 1.     | Tygřice               |       |
| 2.     | Nesmíš to vzdát       |       |
| 3.     | Šeherezád             |       |
| 4.     | Dotyky                |       |
| 5.     | Magor                 |       |
| 6.     | Cournoutto            |       |
| 7.     | Do zdi                |       |
| 8.     | Ztráty a nálezy       |       |
| 9.     | Kyborg                |       |
| 10.    | V ruce svírám kříž    |       |
| 11.    | Kamennej anděl        |       |
| 12.    | Zase spíš v noci sama |       |
| 13.    | Satanica              |       |
| 14.    | Černý koně            |       |
| 15.    | Forsage               |       |
| 16.    | Zimní královna        |       |